# Abdallah Hassani
Pour les articles homonymes, voir Hassani.
Abdallah Hassani, né le 2 juillet 1954, est un homme politique français, maire de Mamoudzou de 2001 à 2008 et sénateur de Mayotte de 2017 à 2023.

## Biographie
Abdallah Hassani fait d'abord carrière dans l'éducation nationale avant de se tourner vers la politique : il est élu maire de Mamoudzou en 2001, et le restera jusqu'en 2008. 
Le 24 septembre 2017, il est élu sénateur de Mayotte,,,,, et siège au sein du Groupe Rassemblement des démocrates, progressistes et indépendants.
Il ne se représente pas en 2023.
Au Sénat, il était membre de la commission des affaires sociales et de la délégation sénatoriale aux outre-mer. 